# CAF Civity
CAF Civity är en serie motorvagnståg för regionaltrafik från den spanska tillverkaren Construcciones y Auxiliar de Ferrocarriles (CAF). Serien lanserades 2010 och varianter finns med eldrift, batteridrift och dieseldrift. Tågen körs idag bland annat i Storbritannien.

## Sverige
SJ har beställt 25 stycken nya tåg ur produktserien, av tillverkaren namngiven CAF Civity Nordic. Dessa tåg beräknas tas i trafik år 2027.
Transitio beställde år 2021 för Krösatågens räkning 28 stycken nya CAF Civity tåg. Av dessa blir 20 eldrivna och får typbeteckning ER3. Åtta stycken blir bimodala, typbeteckning BIR1, vilket innebär att de kan gå på antingen el från kontaktledning eller med dieselmotor.De första eltågen beräknas sättas i trafik 2025, medan de bimodala kommer senare.